# Stargate: Continuum
Stargate: Continuum és una pel·lícula per DVD escrita per Brad Wright i dirigida per Martin Wood. Aquest és el segon film seqüela de Stargate SG-1, després de Stargate: The Ark of Truth, i marca la fi de la trama Goa'uld, la qual abasta preferentment les primeres 8 temporades. A més de l'elenc de la 10a temporada, la pel·lícula va comptar amb la participació especial dels actors originals de la sèrie com Richard Dean Anderson i Don S. Davis. La pel·lícula va ser filmada a principi de 2007 als estudis Vancouver's Bridge a l'Àrtida. El pressupost de producció va ser de set milions de dòlars (U $ S 7.000.000). Continuum va ser llançada en DVD i Blu-ray Disc als Estats Units el 29 de juliol de 2008.

## Repartiment
- Ben Browder: Coronel Cameron Mitchell
- Ben Browder: Capità de l'Aquiles
- Amanda Tapping: Coronel Samantha Carter
- Christopher Judge: Teal'c
- Michael Shanks: Daniel Jackson
- Beau Bridges: Major General Henry "Hank" Landry
- Claudia Black: Vala Mal Doran/Qetesh
- Richard Dean Anderson: General (& Coronel) Jonathan "Jack" O'Neill
- William Devane: President Henry Hayes
- Cliff Simon: Ba'al
- Don S. Davis: Tinent General George Hammond
- Steve Bacic: Camulus
- Gary Jones: Cap Mestre Sargent Walter Harriman
- Jacqueline Samuda: Nirtti
- Peter Williams: Apophis
- Peter John Prinsloo: Alex
- Dan Shea: Siler
- Martin Wood: Mayor Wood
- Derek Peakman: Tok'ra Elder
- Ron Halder: Cronus
- Vince Crestejo: Yu
- Jay Williamson: Ra
- Colin Cunningham: Major Davis
- Jean Daigle: Contramestre de l'Aquiles
- Barry Campbell: Tripulant en la torreta de l'Alexandria